# Danuta Kierzkowska
Danuta Maria Kierzkowska (ur. 3 maja 1939 w Baranowiczach) – doktor nauk humanistycznych w zakresie językoznawstwa, tłumacz prawniczy i przysięgły języka angielskiego, translatoryk, wykładowczyni metodologii tłumaczenia specjalistycznego. Założycielka (1990) i prezes (1990–2014) Polskiego Towarzystwa Tłumaczy Ekonomicznych, Prawniczych i Sądowych TEPIS, potem (od 2005) PT Tłumaczy Przysięgłych i Specjalistycznych TEPIS oraz współzałożycielka, z mężem Maciejem Kierzkowskim, i redaktor naczelna Wydawnictwa Unitranslex (1989), potem Wydawnictwa TEPIS (1992–2005) i Wydawnictwa Translegis (2005–2022).

## Życiorys
Absolwentka filologii orientalnej Uniwersytetu Warszawskiego (1963). W 2001 obroniła na UW napisaną pod kierunkiem prof. dr hab. Barbary Kielar pracę doktorską pt. „Tłumaczenia terminów prawnych w tekstach prawodawczych”. Wykładowczyni metodologii przekładu prawniczego w Instytucie Lingwistyki Stosowanej UW(1998–2014).
Założycielka i prezes PT TEPIS. Autorka „Vademecum tłumacza przysięgłego” (1985), „Kodeks tłumacza sądowego” (1991), „Kodeks tłumacza przysięgłego z komentarzem” (2011). Redaktor naczelna Wydawnictwa Translegis (d. Wydawnictwo Unitranslex i Wydawnictwo TEPIS). Autorka książek „Tłumaczenie prawnicze” (2002), „Alchemia zawodu tłumacza” (2022), czasopisma Lingua Legis (1994-2014), Biuletyn TEPIS (1990–2014). Twórczyni koncepcji zbioru polskiej terminologii prawnej w języku angielskim PolTerm, „następnie rozwiniętej i opisanej przez dr Tomasza Borkowskiego („Polsko -angielski słownik terminów prawnych Polterm z definicjami”, 2011).
Odznaczona Srebrnym (2001) i Złotym (2010) Krzyżem Zasługi, Medalem Stulecia Odrodzenia Rzeczypospolitej Polskiej (2021) oraz Laurem Tłumacza PT TEPIS (2022).

## Publikacje
- „Vademecum tłumacza przysięgłego” (1985)
- „Kodeks tłumacza sądowego” (1991)
- „Kodeks tłumacza przysięgłego” (2011)
- „Tłumaczenie prawnicze” (2002)
- „Alchemia zawodu tłumacza” (2022)
- Biuletyn TEPIS (1990–2014)
- Lingua Legis (1994–2014)